# Школьная, Людмила Афанасьевна
Людмила Афанасьевна Школьная (род. 25 июня 1946, село Кошары ныне Конотопского района Сумской области) — украинский советский деятель, слесарь-электромонтажница Конотопского электромеханического завода «Красный металлист» Сумской области. Депутат Верховного Совета СССР 8-10-го созывов.

## Биография
Родилась в семье служащего. Отец, Афанасий Ефимович Непреходящий, был участником Второй мировой войны, работал наладчиком Конотопского завода «Красный металлист». В 1965 году окончила среднюю школу в городе Конотопе Сумской области.
С 1965 года — слесарь-электромонтажник Конотопского электромеханического завода «Красный металлист» Сумской области. Ударник коммунистического труда.
Без отрыва от производства в 1971 году окончила Конотопский индустриально-педагогический техникум Сумской области. В 1986 году окончила Высшую школу профсоюзного движения.
Член КПСС с 1976 года.
Работала экономистом института «Автоматуглеродпром».
Потом — на пенсии в городе Конотоп Сумской области.

## Награды и звания
- орден Трудовой Славы III ст.
- бронзовая медаль Выставки достижений народного хозяйства (ВДНХ) СССР (1977)
- медали